# Anton Ponkraszow
Anton Aleksandrowicz Ponkraszow (ros. Анто́н Алекса́ндрович Понкрашо́в; ur. 23 kwietnia 1986) – rosyjski koszykarz, występujący na pozycjach rzucającego obrońcy lub niskiego skrzydłowego, reprezentant kraju, obecnie zawodnik Nazm Avaran Sirjan.
17 lipca 2019 został po raz kolejny a karierze  zawodnikiem Zenitu Petersburg. 7 lipca 2020 opuścił klub.
3 lutego 2021 dołączył po raz kolejny w karierze do Chimek Moskwa. 7 października 2021 został zawodnikiem irańskiego Nazm Avaran Sirjan.

## Osiągnięcia
Stan na 8 października 2021, na podstawie, o ile nie zaznaczono inaczej.

### Klubowe
- Mistrz:
  - VTB (2011, 2012, 2013)
  - Rosji (2007, 2012, 2013)
- Wicemistrz:
  - Eurocup (2009)
  - VTB (2009, 2016)
  - Rosji (2008, 2009)
- 4. miejsce w EuroChallenge (2011)
- Zdobywca pucharu Rosji (2007, 2008, 2010)
- Finalista pucharu Rosji (2014)

### Indywidualne
(* – nagrody przyznane przez portal eurobasket.com)
- Najlepszy młody zawodnik ligi rosyjskiej (2005)*
- Zaliczony do*:
  - I składu:
    - All-Europeans EuroChallenge (2011, 2014)
    - zawodników krajowych ligi rosyjskiej (2011)
    - najlepszych nowo przybyłych zawodników ligi rosyjskiej (2005)

  - II składu EuroChallenge (2011)
  - honorable mention ligi rosyjskiej PBL (2011)
- Uczestnik meczu gwiazd:
  - ligi rosyjskiej (2007, 2011[9])
  - rosyjskiej ligi męskiej i żeńskiej (2006)[10]
  - VTB (2018)[11]

### Reprezentacja
Seniorów
- Mistrz Europy (2007)
- Brązowy medalista:
  - igrzysk olimpijskich (2012)
  - mistrzostw Europy (2011)
- Zwycięzca kwalifikacji olimpijskich (2012)
- Uczestnik mistrzostw:
  - świata (2010 – 7. miejsce)
  - Europy (2007, 2009 – 7. miejsce, 2011, 2013 – 21. miejsce, 2015 – 17. miejsce)

Młodzieżowe
- Mistrz Europy U–20 (2005)
- Uczestnik mistrzostw Europy:
  - U–20 (2006 – 10. miejsce)
  - U–18 (2004 – 6. miejsce)